# Rolf-Peter Horstmann
Rolf-Peter Horstmann (* 5. Dezember 1940 in Wernigerode) ist ein deutscher Emeritus für Philosophie. Seine Hauptinteressen gelten systematisch der Ontologie und der Erkenntnistheorie, historisch der Philosophie Kants und des Deutschen Idealismus, besonders Hegels.

## Leben
Horstmann studierte ab 1960 Philosophie, Geschichte und Gräzistik an der Eberhard Karls Universität Tübingen, der Universität Wien, der Freien Universität Berlin und der Ruprecht-Karls-Universität Heidelberg. In Heidelberg wurde er 1968 zum Dr. phil. promoviert. Nach fünf Jahren am Hegel-Archiv der Ruhr-Universität Bochum war er von 1973 bis 1979 an der Universität Bielefeld. Ab 1974 hielt er zugleich einen zweijährigen Lehrauftrag an der Georg-August-Universität Göttingen. 1979 habilitierte er sich in Bielefeld für Philosophie. Als Oberassistent hielt er 1979/80 einen Lehrauftrag an der Philipps-Universität Marburg und 1980/81 eine Lehrstuhlvertretung in Göttingen. 
Ab 1981 Stipendiat der Deutschen Forschungsgemeinschaft, war er 1981/82 Research Fellow an der University of California, Berkeley. Die Universität Bielefeld ernannte ihn 1983 zum außerplanmäßigen Professor für Philosophie. 1986 wechselte er auf eine Professur der Ludwig-Maximilians-Universität München.
Nach einer Lehrstuhlvertretung an der Universität Potsdam (1994/95) folgte er 
1995 dem Ruf der Humboldt-Universität zu Berlin auf ihren Lehrstuhl für Philosophiegeschichte, Deutscher Idealismus. 1996–1998 und 2002–2004 war er Geschäftsführender Direktor des Instituts für Philosophie. 1997/98 war er Dekan und 1998–2000 Prodekan der Philosophischen Fakultät I.
2007 wurde er emeritiert. Oktober 2007 Eintritt in den Ruhestand. Seitdem Gastprofessuren an verschiedenen Universitäten hauptsächlich in den USA.

## Gastprofessuren
- Berkeley (1984, 2008)
- University of Pennsylvania (ab 1993)
- Dartmouth College (2000)
- Universidade Federal de Santa Catarina (2002, 2011)
- Princeton University (2002/03)
- Johns Hopkins University (2010)
- New York University (2011)
- Fudan-Universität (2012)
- Brown University (2013)[5]